# Atypophthalmus (Atypophthalmus) submendicus submendicus
Atypophthalmus (Atypophthalmus) submendicus submendicus is een ondersoort van de tweevleugelige Atypophthalmus (Atypophthalmus) submendicus uit de familie steltmuggen (Limoniidae). De ondersoort komt voor in het Afrotropisch gebied.